# Rodrigo Saraz
Rodrigo Saraz (Medellín, Antioquia; 26 de agosto de 1978) es un exfutbolista colombiano. Jugaba de delantero y su último equipo fue Deportivo Coopsol de Perú.

## Trayectoria
Muy conocido en Perú por campeonar con Cienciano en la Copa Sudamericana 2003, ganándole a River Plate en la final, y la Recopa Sudamericana 2004, ganándole a Boca Juniors en la tanda de penales, luego de empatar 1-1 con un gol suyo.
Es campeón del Torneo Apertura 2008 con el Boyacá Chicó.
En la temporada 2009 juega por el Envigado compartiendo camerino con Dorlan Pabón y Juan Quintero.
En el 2011 sale subcampeón de la Segunda División del Perú con el Deportivo Coopsol de Chancay.

## Clubes
| Club              | País     | Año       |
| ----------------- | -------- | --------- |
| Atlético Nacional | Colombia | 1998-1999 |
| Coopsol Trujillo  | Perú     | 2000-2002 |
| Cienciano         | Perú     | 2003-2004 |
| César Vallejo     | Perú     | 2005      |
| Coronel Bolognesi | Perú     | 2005      |
| Cúcuta Deportivo  | Colombia | 2006      |
| Sport Boys        | Perú     | 2007      |
| Cienciano         | Perú     | 2007      |
| Boyacá Chicó      | Colombia | 2008      |
| Deportes Quindío  | Colombia | 2008      |
| Envigado F. C.    | Colombia | 2009      |
| Águilas Doradas   | Colombia | 2010      |
| Deportivo Coopsol | Perú     | 2011-2016 |

## Estadísticas

### Clubes
- Actualizado a fin de carrera deportiva.

| Club | Div.                | Temporada           | Liga  | Liga  | Copas nacionales(1) | Copas nacionales(1) | Torneos internacionales(2) | Torneos internacionales(2) | Total | Total | Media goleadora(3) |
| Club | Div.                | Temporada           | Part. | Goles | Part.               | Goles               | Part.                      | Goles                      | Part. | Goles | Media goleadora(3) |
| --- | ------------------- | ------------------- | ----- | ----- | ------------------- | ------------------- | -------------------------- | -------------------------- | ----- | ----- | ------------------ |
| Atlético Nacional · Colombia | 1.ª                 |                     |       |       |                     |                     |                            |                            |       |       |                    |
| Atlético Nacional · Colombia | 1.ª                 | 1999                | 7     | 2     | —                   | —                   | —                          | —                          | 7     | 2     | 0.07               |
| Atlético Nacional · Colombia | Total club          | Total club          | 7     | 2     | 0                   | 0                   | 0                          | 0                          | 7     | 2     | 0.29               |
| Deportivo UPAO · Perú | 1.ª                 |                     |       |       |                     |                     |                            |                            |       |       |                    |
| Deportivo UPAO · Perú | 1.ª                 | 2000                | 23    | 2     | —                   | —                   | —                          | —                          | 23    | 2     | 0.07               |
| Deportivo UPAO · Perú | Total club          | Total club          | 23    | 2     | 0                   | 0                   | 0                          | 0                          | 23    | 2     | 0.09               |
| Deportivo Coopsol · Perú | 1.ª                 |                     |       |       |                     |                     |                            |                            |       |       |                    |
| Deportivo Coopsol · Perú | 1.ª                 | 2001                | 40    | 15    | —                   | —                   | —                          | —                          | 40    | 15    | 0                  |
| Deportivo Coopsol · Perú | 1.ª                 | 2002                | 37    | 8     | —                   | —                   | —                          | —                          | 37    | 8     | 0                  |
| Cienciano · Perú | 1.ª                 |                     |       |       |                     |                     |                            |                            |       |       |                    |
| Cienciano · Perú | 1.ª                 | 2003                | 26    | 6     | —                   | —                   | 10                         | 0                          | 36    | 6     | 0                  |
| Cienciano · Perú | 1.ª                 | 2004                | 34    | 3     | —                   | —                   | 10                         | 4                          | 44    | 7     | 0                  |
| César Vallejo · Perú | 1.ª                 |                     |       |       |                     |                     |                            |                            |       |       |                    |
| César Vallejo · Perú | 1.ª                 | 2005                | 21    | 6     | —                   | —                   | —                          | —                          | 21    | 6     | ?                  |
| César Vallejo · Perú | Total club          | Total club          | 21    | 6     | 0                   | 0                   | 0                          | 0                          | 21    | 6     | ?                  |
| Coronel Bolognesi · Perú | 1.ª                 |                     |       |       |                     |                     |                            |                            |       |       |                    |
| Coronel Bolognesi · Perú | 1.ª                 | 2005                | 19    | 5     | —                   | —                   | —                          | —                          | 19    | 5     | ?                  |
| Coronel Bolognesi · Perú | Total club          | Total club          | 19    | 5     | 0                   | 0                   | 0                          | 0                          | 19    | 5     | ?                  |
| Cúcuta Deportivo · Colombia | 1.ª                 |                     |       |       |                     |                     |                            |                            |       |       |                    |
| Cúcuta Deportivo · Colombia | 1.ª                 | 2006                | 23    | 5     | 2                   | 2                   | —                          | —                          | 25    | 7     | ?                  |
| Cúcuta Deportivo · Colombia | Total club          | Total club          | 23    | 5     | 2                   | 2                   | 0                          | 0                          | 25    | 7     | ?                  |
| Cienciano · Perú | 1.ª                 |                     |       |       |                     |                     |                            |                            |       |       |                    |
| Cienciano · Perú | 1.ª                 | 2007                | 17    | 4     | —                   | —                   | 4                          | 0                          | 21    | 4     | ?                  |
| Cienciano · Perú | Total club          | Total club          | 77    | 13    | 0                   | 0                   | 24                         | 4                          | 101   | 17    | ?                  |
| Sport Boys · Perú | 1.ª                 |                     |       |       |                     |                     |                            |                            |       |       |                    |
| Sport Boys · Perú | 1.ª                 | 2007                | 11    | 1     | —                   | —                   | —                          | —                          | 11    | 1     | ?                  |
| Sport Boys · Perú | Total club          | Total club          | 11    | 1     | 0                   | 0                   | 0                          | 0                          | 11    | 1     | ?                  |
| Boyacá Chicó · Colombia | 1.ª                 |                     |       |       |                     |                     |                            |                            |       |       |                    |
| Boyacá Chicó · Colombia | 1.ª                 | 2008                | 13    | 3     | —                   | —                   | 1                          | 0                          | 14    | 3     | 0                  |
| Boyacá Chicó · Colombia | Total club          | Total club          | 13    | 3     | 2                   | 0                   | 1                          | 0                          | 14    | 3     | 0                  |
| Deportes Quindío · Colombia | 1.ª                 |                     |       |       |                     |                     |                            |                            |       |       |                    |
| Deportes Quindío · Colombia | 1.ª                 | 2008                | 17    | 2     | —                   | —                   | —                          | —                          | 17    | 2     | 0                  |
| Deportes Quindío · Colombia | Total club          | Total club          | 17    | 2     | 2                   | 0                   | 1                          | 0                          | 17    | 2     | 0                  |
| Envigado F. C. · Colombia | 1.ª                 |                     |       |       |                     |                     |                            |                            |       |       |                    |
| Envigado F. C. · Colombia | 1.ª                 | 2009                | 25    | 5     | 1                   | 1                   | —                          | —                          | 26    | 6     | 0                  |
| Envigado F. C. · Colombia | Total club          | Total club          | 25    | 5     | 1                   | 1                   | 0                          | 0                          | 26    | 6     | 0                  |
| Itagüí Leones · Colombia | 1.ª                 |                     |       |       |                     |                     |                            |                            |       |       |                    |
| Itagüí Leones · Colombia | 1.ª                 | 2010                | 10    | 1     | 4                   | 0                   | —                          | —                          | 14    | 1     | 0                  |
| Itagüí Leones · Colombia | Total club          | Total club          | 10    | 1     | 4                   | 0                   | 0                          | 0                          | 14    | 1     | 0                  |
| Deportivo Coopsol · Perú | 2.ª                 |                     |       |       |                     |                     |                            |                            |       |       |                    |
| Deportivo Coopsol · Perú | 2.ª                 | 2011                | 16    | 0     | —                   | —                   | —                          | —                          | 16    | 0     | 0                  |
| Deportivo Coopsol · Perú | 2.ª                 | 2012                | 15    | 4     | —                   | —                   | —                          | —                          | 15    | 4     | 0.08               |
| Deportivo Coopsol · Perú | 2.ª                 | 2013                | 22    | 7     | —                   | —                   | —                          | —                          | 22    | 7     | 0.06               |
| Deportivo Coopsol · Perú | 2.ª                 | 2014                | 23    | 9     | —                   | —                   | —                          | —                          | 23    | 9     | 0.06               |
| Deportivo Coopsol · Perú | 2.ª                 | 2015                | 20    | 1     | —                   | —                   | —                          | —                          | 20    | 1     | 0.05               |
| Deportivo Coopsol · Perú | 2.ª                 | 2016                | 17    | 1     | —                   | —                   | —                          | —                          | 17    | 1     | 0.06               |
| Deportivo Coopsol · Perú | Total club          | Total club          | 110   | 6     | 0                   | 0                   | 12                         | 1                          | 190   | 45    | 0.06               |
| Total en su carrera | Total en su carrera | Total en su carrera | 436   | 90    | 7                   | 3                   | 25                         | 4                          | 468   | 97    | 0.05               |
| (1) Incluye datos de la Copa del Rey.(2) Incluye datos de la Copa Libertadores, Supercopa Sudamericana, Recopa Sudamericana y Copa Máster de Supercopa. (3) No incluye goles en partidos amistosos. |                     |                     |       |       |                     |                     |                            |                            |       |       |                    |

## Palmarés

### Campeonatos nacionales
| Título              | Club             | País     | Año  |
| ------------------- | ---------------- | -------- | ---- |
| Torneo Apertura     | Boyacá Chicó     | Colombia | 2008 |
| Torneo Finalización | Cúcuta Deportivo | Colombia | 2006 |

### Torneos internacionales
| Título              | Club      | País | Año  |
| ------------------- | --------- | ---- | ---- |
| Copa Sudamericana   | Cienciano | Perú | 2003 |
| Recopa Sudamericana | Cienciano | Perú | 2004 |